# Карабущино
Карабущино (укр. Карабущине) — село,
Красненский сельский совет,
Кегичёвский район,
Харьковская область, Украина.
Код КОАТУУ — 6323181304. Население по переписи 2001 года составляет 146 (65/81 м/ж) человек.

## Географическое положение
Село Карабущино находится на левом берегу реки ?, выше по течению на расстоянии в 4 км расположено село Калиновка, ниже по течению на расстоянии в 4 км расположено село Краснянское.
Река в этом месте пересыхает.
По реке протекает пересыхающий ручей с несколькими запрудами.

## История
- 1920 — дата основания.

## Экономика
- Молочно-товарная ферма.

## Объекты социальной сферы
- Клуб.